# 제천 예술의 전당
제천 예술의 전당은 충북 제천시 명동 68번지에 소재한 공연시설이며, 앞마당에 동명광장은 오픈형 광장이다. 이 사업은 2019년부터 조성하기 시작하여 2024년 7월 24일 개관했다.

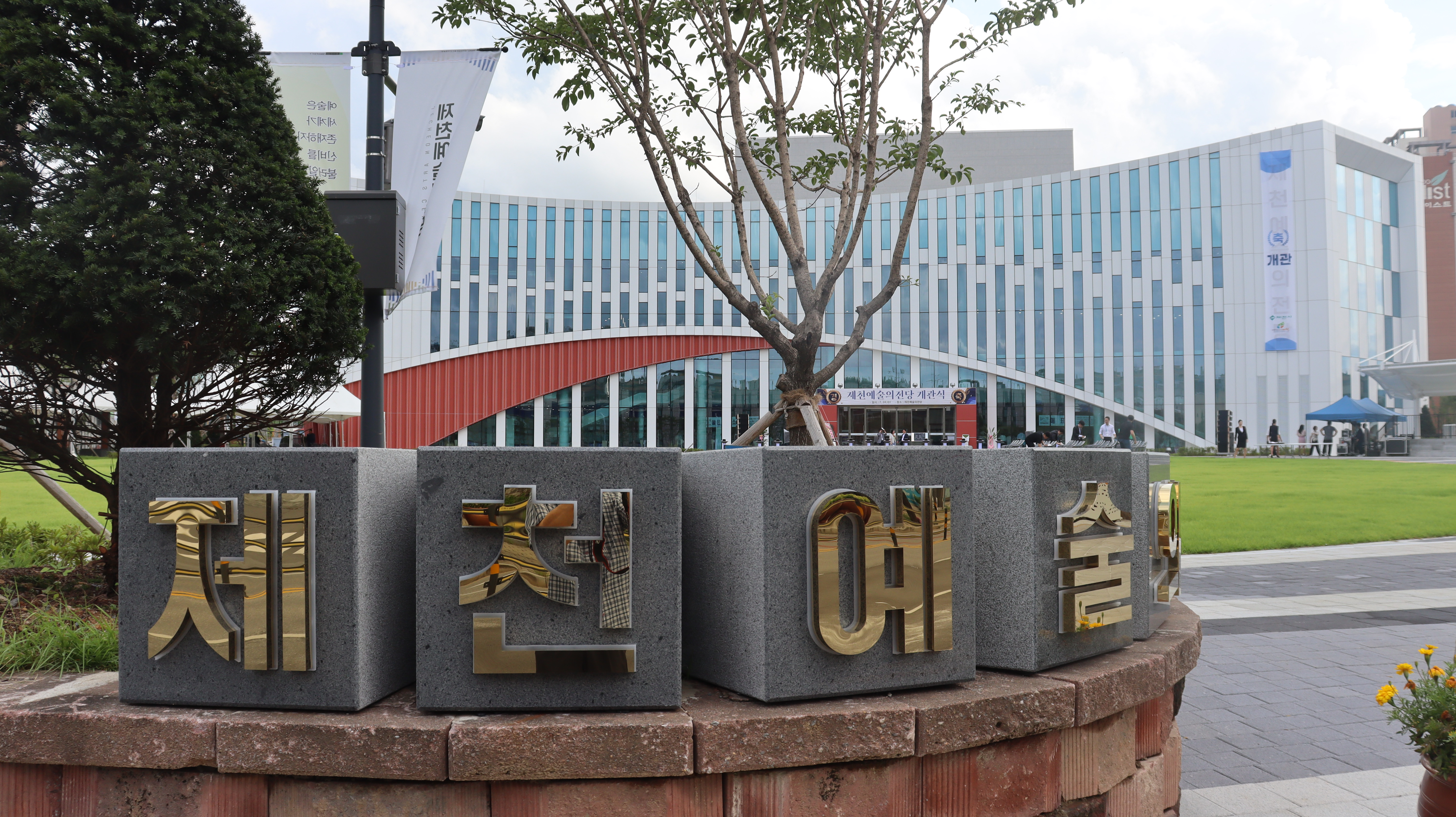
제천 예술의 전당과 동명광장

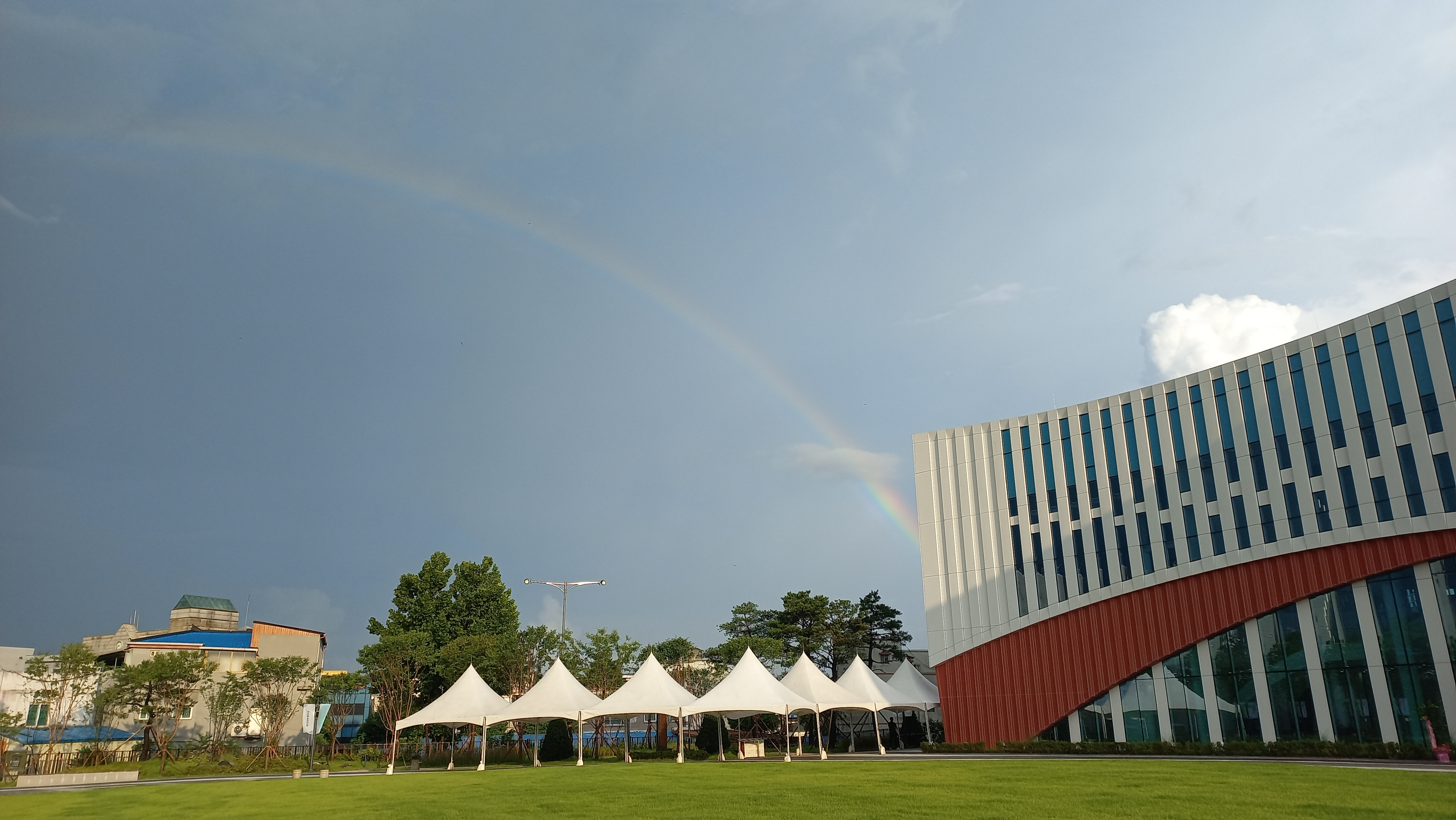
제천 예술의 전당 개관식 7색 무지개

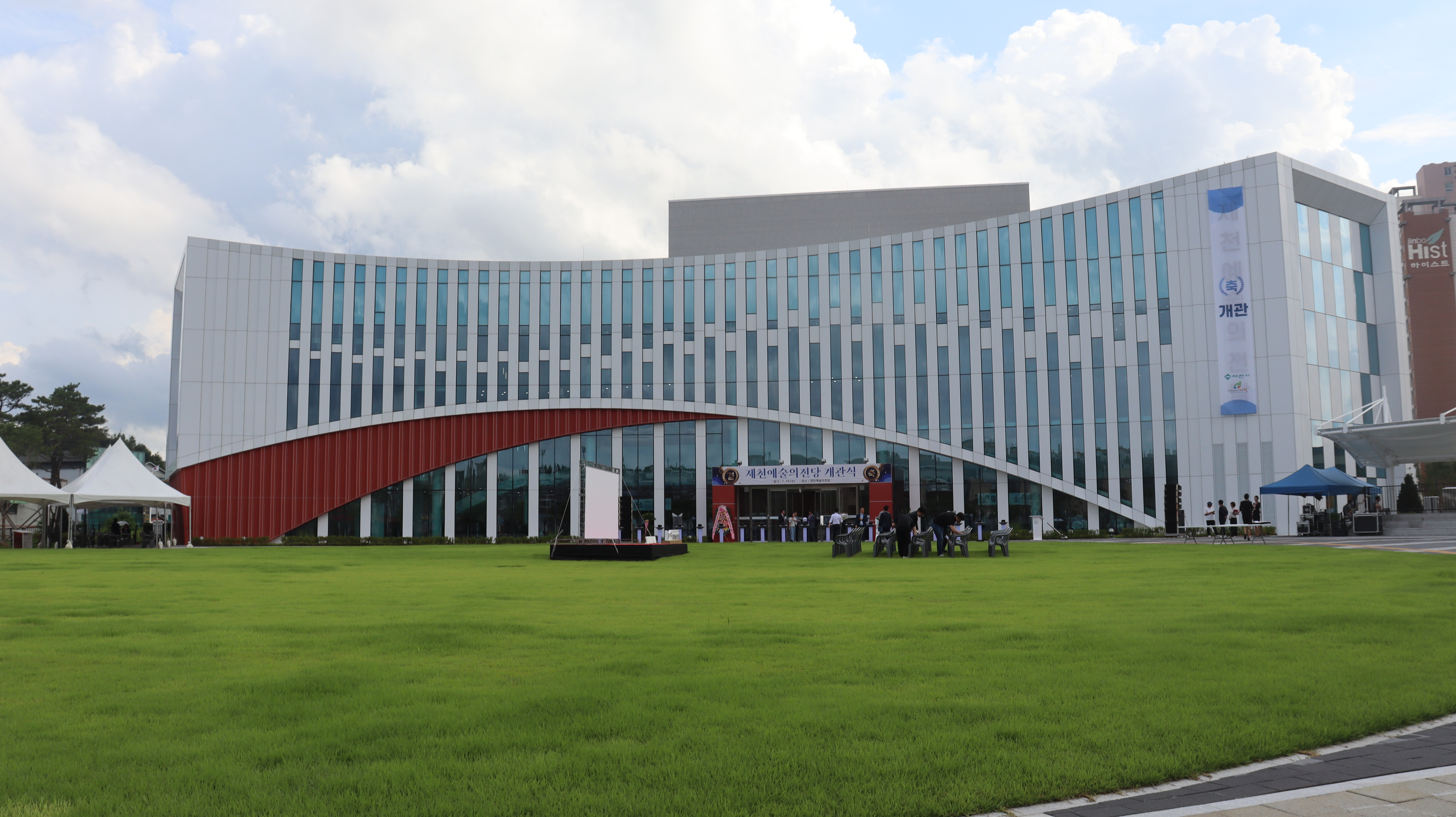
제천 예술의 전당 2019년부터 사업비 약 453억원 투입 2024년 3월 준공

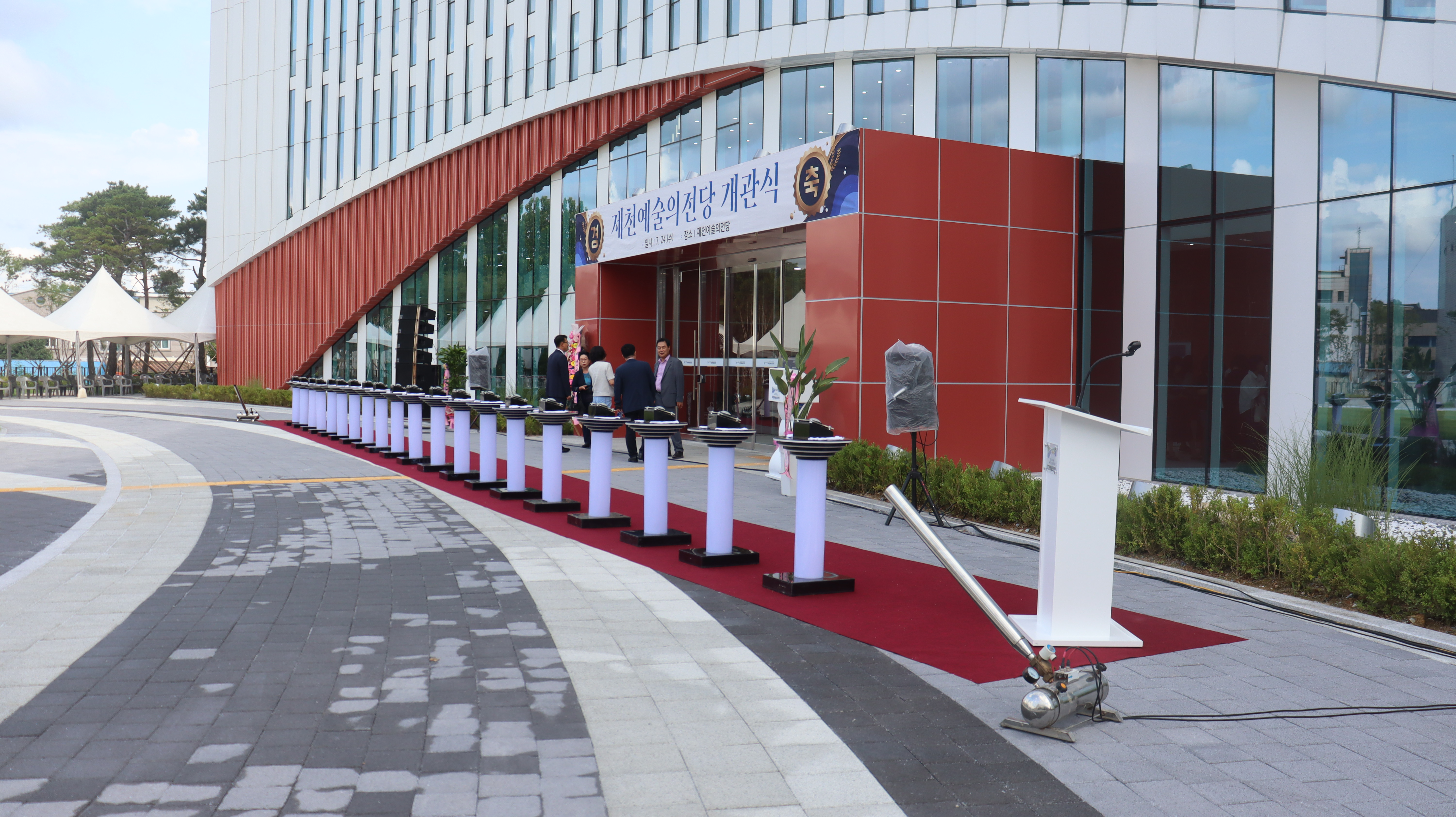
제천 예술의 전당 개관식 직전 축포 향연

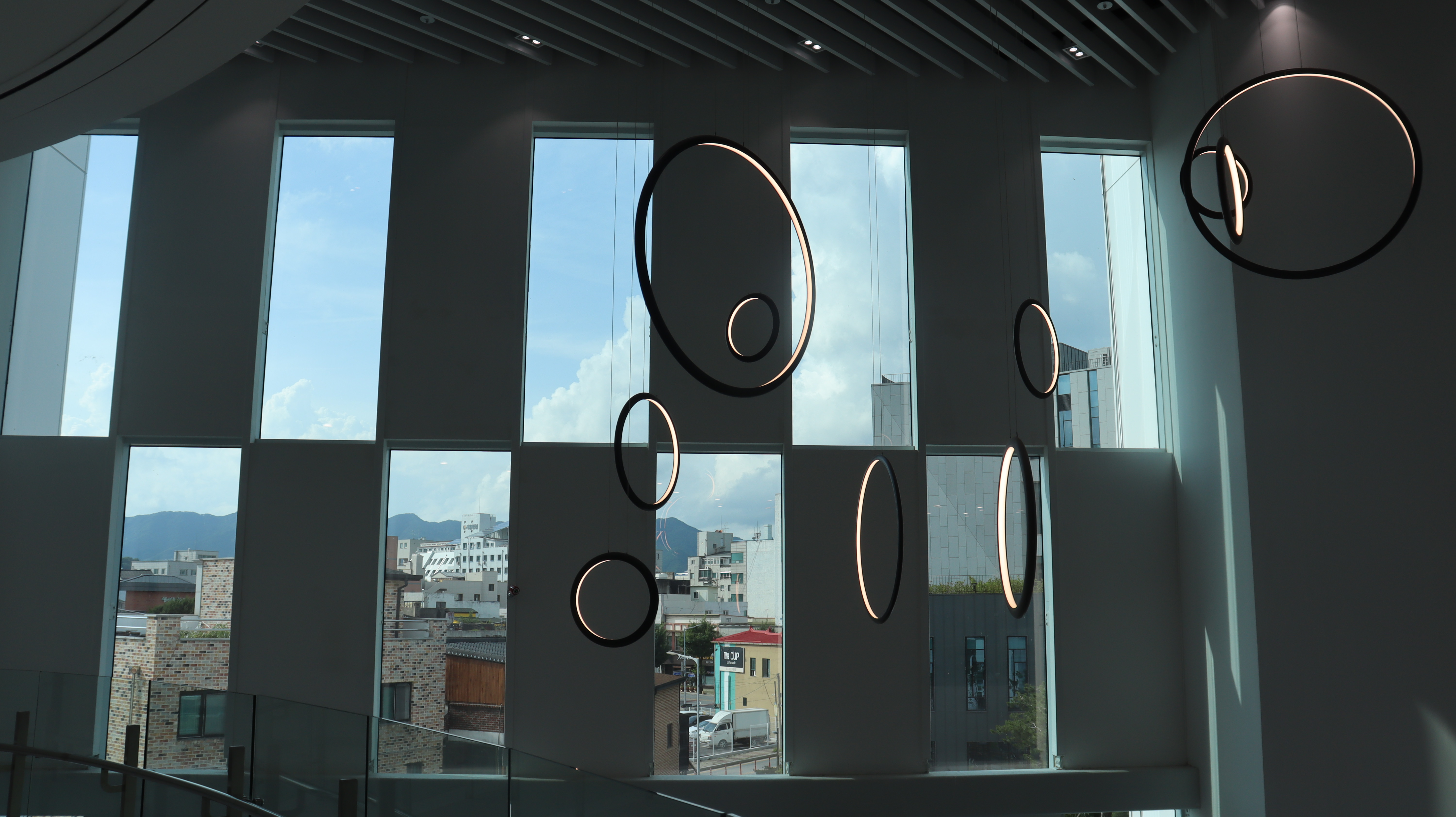
제천 예술의 전당 브랜드 음악과 음률 표현

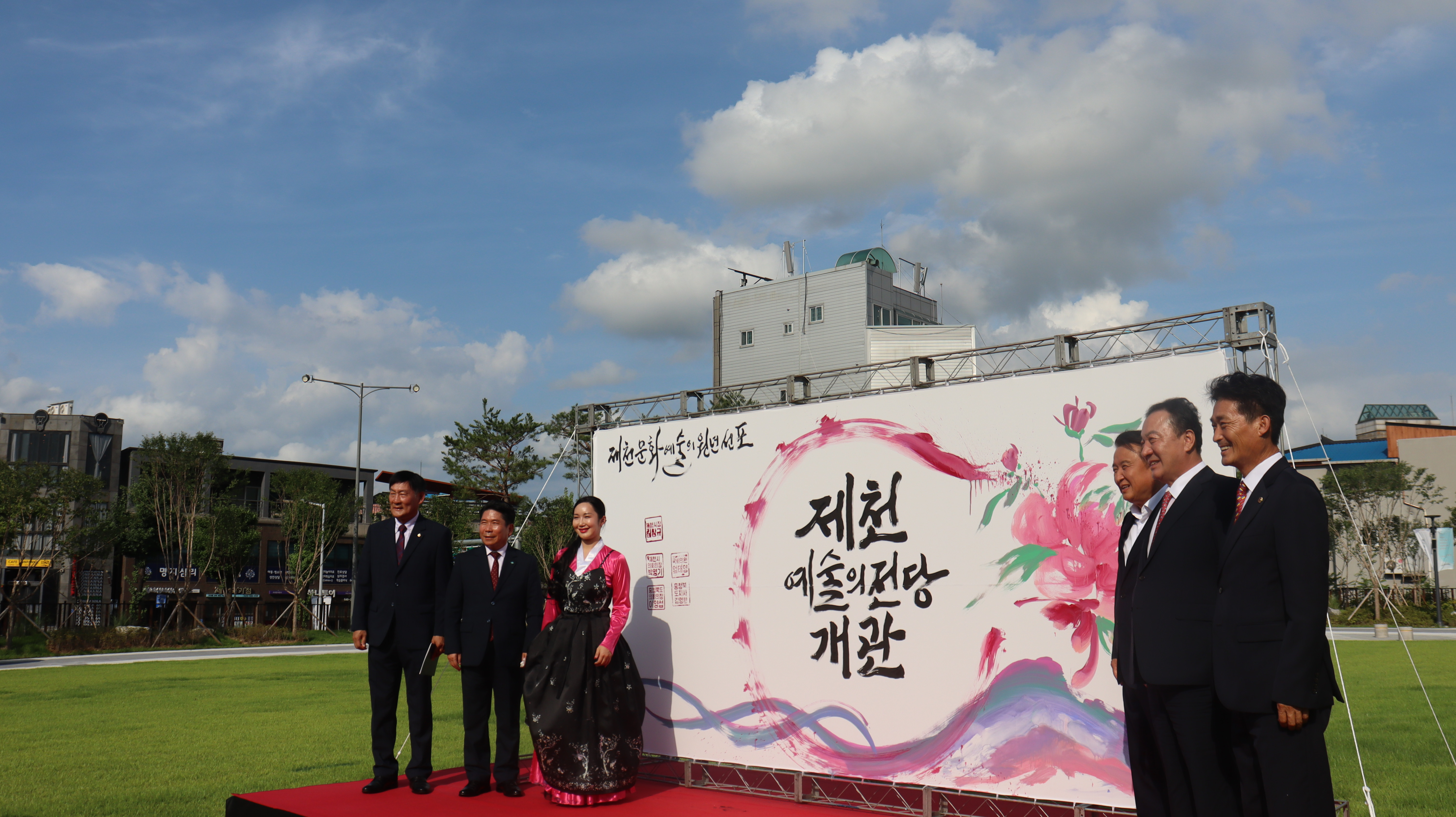
제천 예술의 전당 개관 퍼포먼스

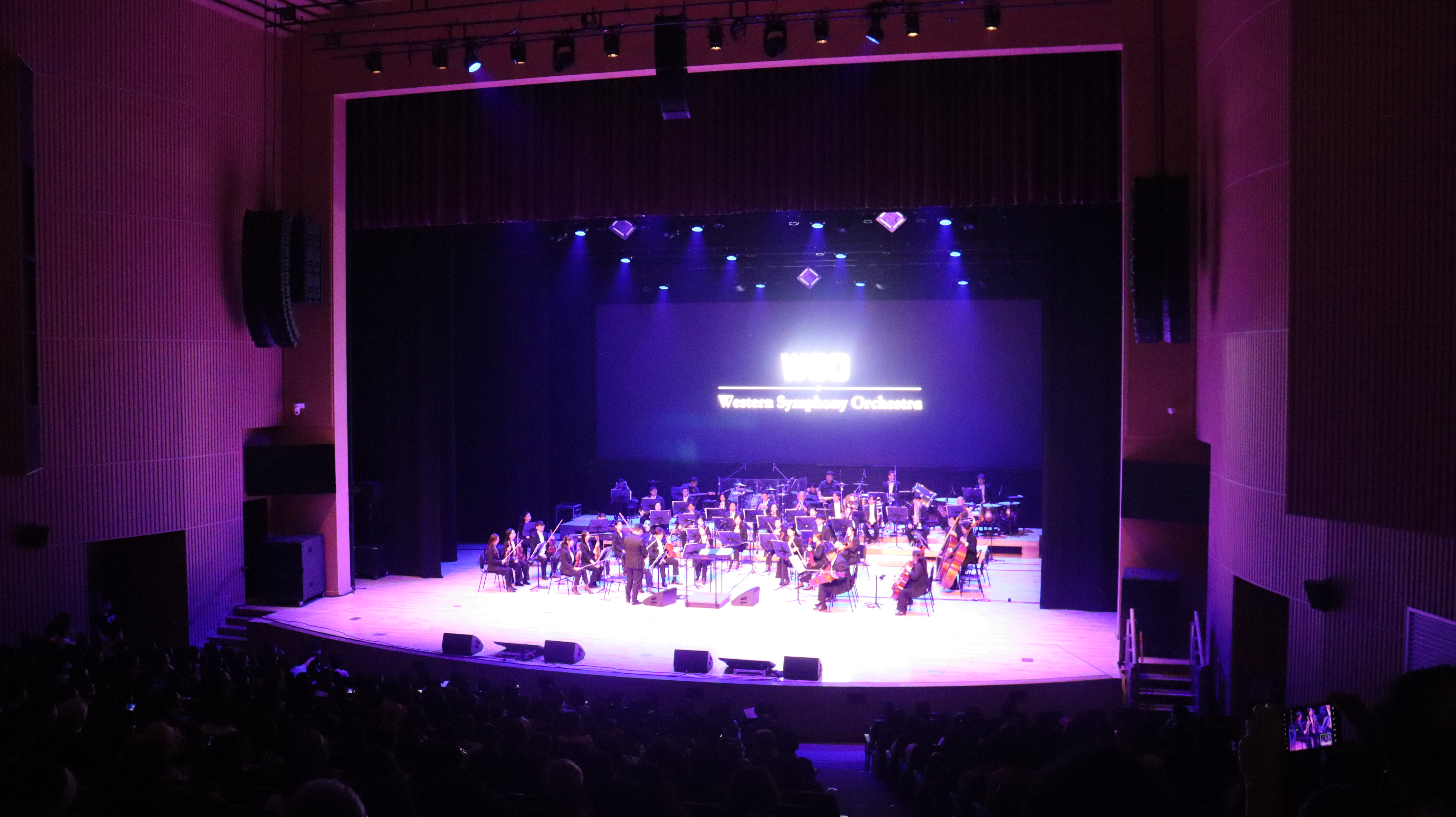
제천 예술의 전당 개관식 대공연장 웨스턴심포니오케스트라 축하공연

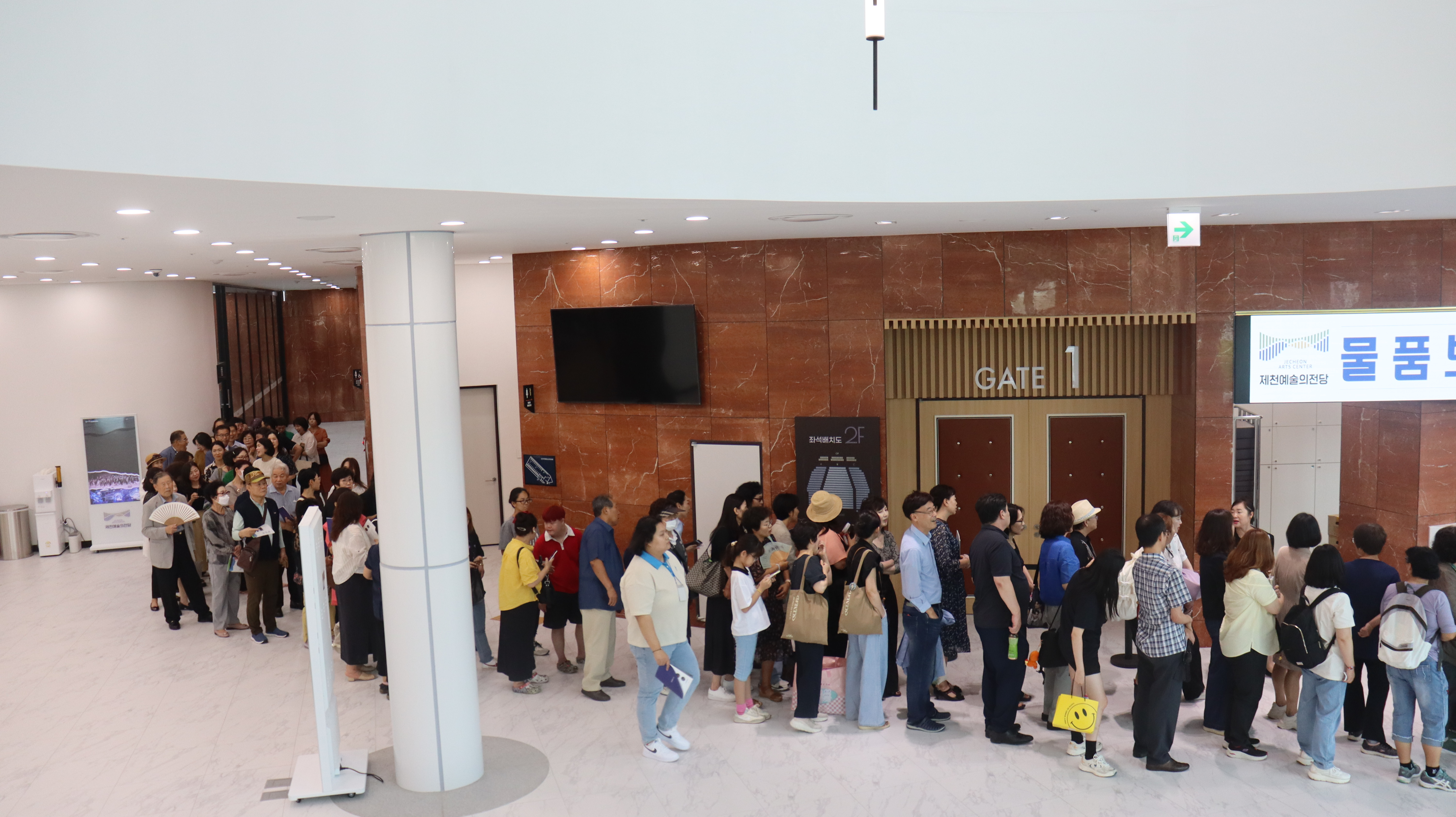
제천 예술의 전당 개관식과 축하공연 참석 시민

## 유래
- 2013년 동명초등학교 천남동으로 이전, 구도심 유휴부지에 문화거점시설 필요성 제기.
- 2017년 제천 예술의 전당 건립 기본계획 수립 및 타당성 용역 추진.[1]
- 2017년 7월 제357회 충청북도의회 임시회에서 ‘제천 예술의 전당 건립 사업 도비 지원계획’을 발표.[2]
- 제천시는 2017년 10월 29일 ‘제천 예술의 전당 건립 추진위원회 출범식’을 개최.[3]
- 2018년 문화체육장관부 사전평가 완료 적정승인.
- 2019년 제천 예술의 전당 건립 세부계획 수립 및 설계공모.
- 2020년 기본 및 실시설계, 시민설명회, 시공자 선정 등 추진.
- 2020년 3월 공사 착공.[4]
- 2023년 제천 예술의 전당의 특성과 정체성을 시각화한 브랜드 아이덴티티(Brand Identity)는 청풍명월의 고장 제천이 가진 자연 경관과 음률의 선형을 표현한 이하늘씨의 작품을 1위로 선정.[5]
- 2014년 7월 24일 제천 예술의 전당 개관.[6]

## 시설
- 대공연장 : 총 1673.76㎡, 무대 1,002.94㎡, OP석 37석, 1층 객석 625석(장애인석 6석 포함), 2층 객석 166석(장애인석 2석 포함), 무대기계설비, 조명설비, 음향설비, 영상설비 등 구비.
- 커뮤니티 아트센터 3층 : 총 227.43㎡, 무대 41.34㎡, 음향설비, 조명설비, 영상설비, 무대기계설비 등 구비.
- 시민 개방 연습실 2층 : 10명 내외 이용, 업라이트 피아노 1대, 롤 스크린, 보면대 등 구비
- 출연자 대기실 : 개인 분장실 5, 단체 분장실 2, 특수 분장실 1, 샤워실, 세탁실, 그린룸, 의상수선실 등 구비.[7]

## 동명광장
- 1908년 11월 20일 사립측량학교 창설, 1911년 5월 18일 제천공립보통학교 창립, 1945년 9월 24일 제천동명국민학교 개명, 1996년 3월 1일 동명초등학교로 명칭 변경, 2013년 4월 16일 동명초등학교 천남동 신축 이전[8]하면서 제천 예술의 전당을 건립하면서 동명광장으로 명명.
- 2023년 5월에 준공된 제천 예술의 전당 앞마당인 ‘동명광장’은 부지면적 7,535㎡에 오픈형 광장시설로 조성.[9]

## 예술공연
- 2024년 7월 24일 개관 축하 공연으로 웨스턴심포니오케스트라 대단위 관현악단 공연.[10]

## 참고자료
1. ↑  제천 예술의 전당,《제천 예술의 전당 개관식 경과보고》, 2024.07.24.
2. ↑  제천시 홍보학습담당관,《제천 예술의 전당 건립 추진위원회 출범》, 2017.10.05.
3. ↑  제천시 홍보학습담당관,《제천 예술의 전당 건립 추진위원회 출범》, 2017.10.05.
4. ↑  제천 예술의 전당,《제천 예술의 전당 개관식 경과보고》, 2024.07.24.
5. ↑  제천시 홍보학습담당관,《제천시, 제천 예술의 전당 BI 발표》, 2023.12.26.
6. ↑  제천 예술의 전당,《제천 예술의 전당 개관식 경과보고》, 2024.07.24.
7. ↑  제천 예술의 전당(jecheon.go.kr).
8. ↑  동명초등학교(cbe.go.kr).
9. ↑  제천시 홍보학습담당관,《舊동명초 부지 시민의 품으로, 제천 예술의 전당 및 동명광장 조성 완료》2024.06.03.
10. ↑  제천 예술의 전당,《제천 예술의 전당 개관식 경과보고》, 2024.07.24.